# Ле-Монтелье
Ле-Монтелье́ (фр. Le Montellier) — коммуна во Франции, находится в регионе Рона — Альпы. Департамент — Эн. Входит в состав кантона Мексимьё. Округ коммуны — Бурк-ан-Брес.
Код INSEE коммуны — 01260.

## География
Коммуна расположена приблизительно в 390 км к юго-востоку от Парижа, в 27 км северо-восточнее Лиона, в 33 км к югу от Бурк-ан-Бреса.
На территории коммуны расположено много озёр.

## Климат
Климат полуконтинентальный с холодной зимой и тёплым летом. Дожди бывают нечасто, в основном летом.

## Население
Население коммуны на 2010 год составляло 244 человека.
| 1962 | 1968 | 1975 | 1982 | 1990 | 1999 | 2010 |
| ---- | ---- | ---- | ---- | ---- | ---- | ---- |
| 173  | 166  | 141  | 161  | 170  | 218  | 244  |

## Администрация
| Период | Период | Фамилия       | Партия | Примечания |
| ------ | ------ | ------------- | ------ | ---------- |
| 1995   | 2001   | Роже Боннаман |        |            |
| 2001   | 2014   | Клод Бувье    |        |            |
| 2014   | 2020   | Патрис Мартен |        |            |

## Экономика
В 2010 году среди 158 человек трудоспособного возраста (15—64 лет) 119 были экономически активными, 39 — неактивными (показатель активности — 75,3 %, в 1999 году было 72,6 %). Из 119 активных жителей работали 110 человек (58 мужчин и 52 женщины), безработных было 9 (3 мужчин и 6 женщин). Среди 39 неактивных 16 человек были учениками или студентами, 15 — пенсионерами, 8 были неактивными по другим причинам.

## Достопримечательности
- Замок Монтелье[фр.] (XIII век). Исторический памятник с 2003 года[4]

## Фотогалерея

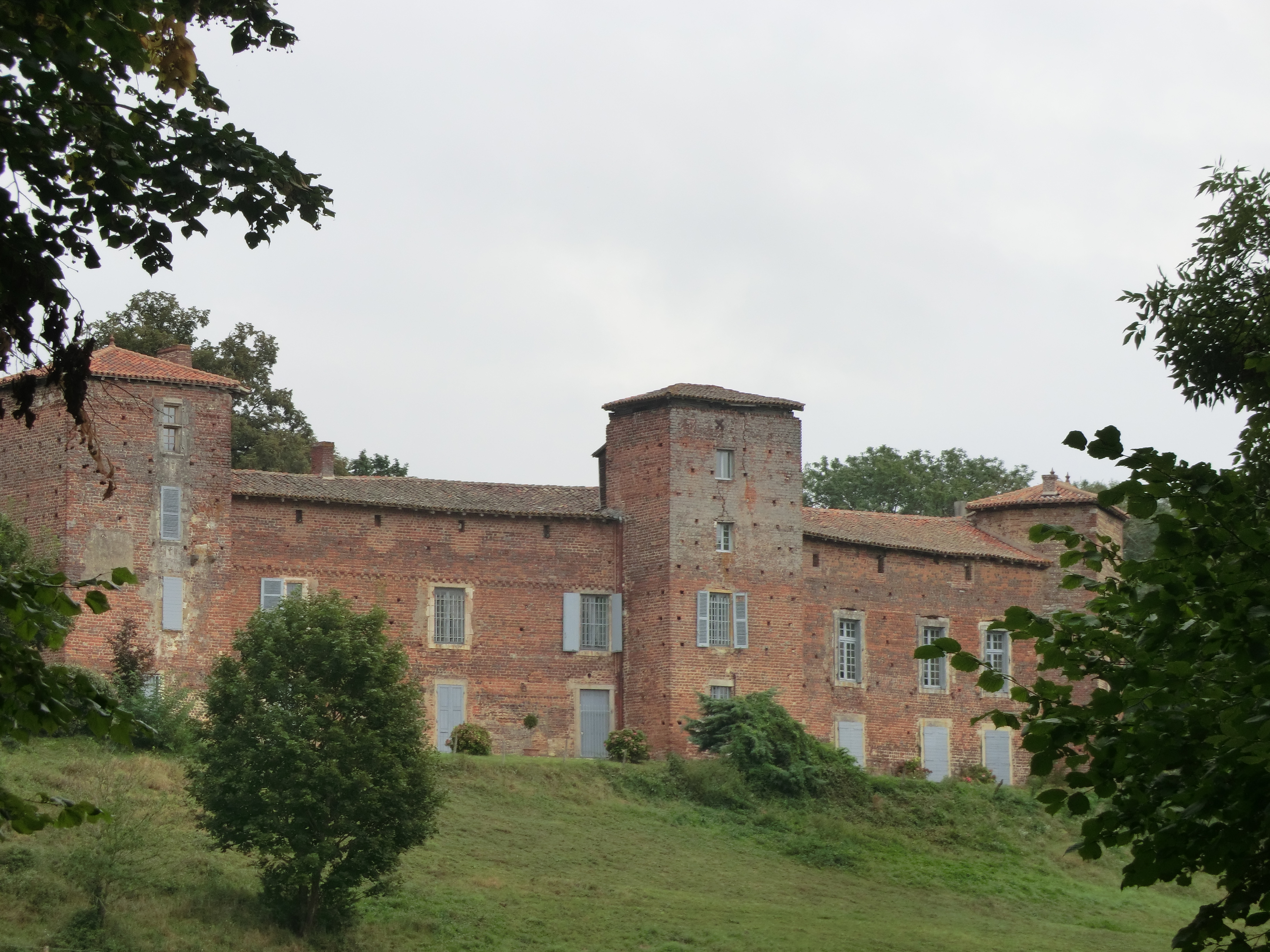
Замок Монтелье
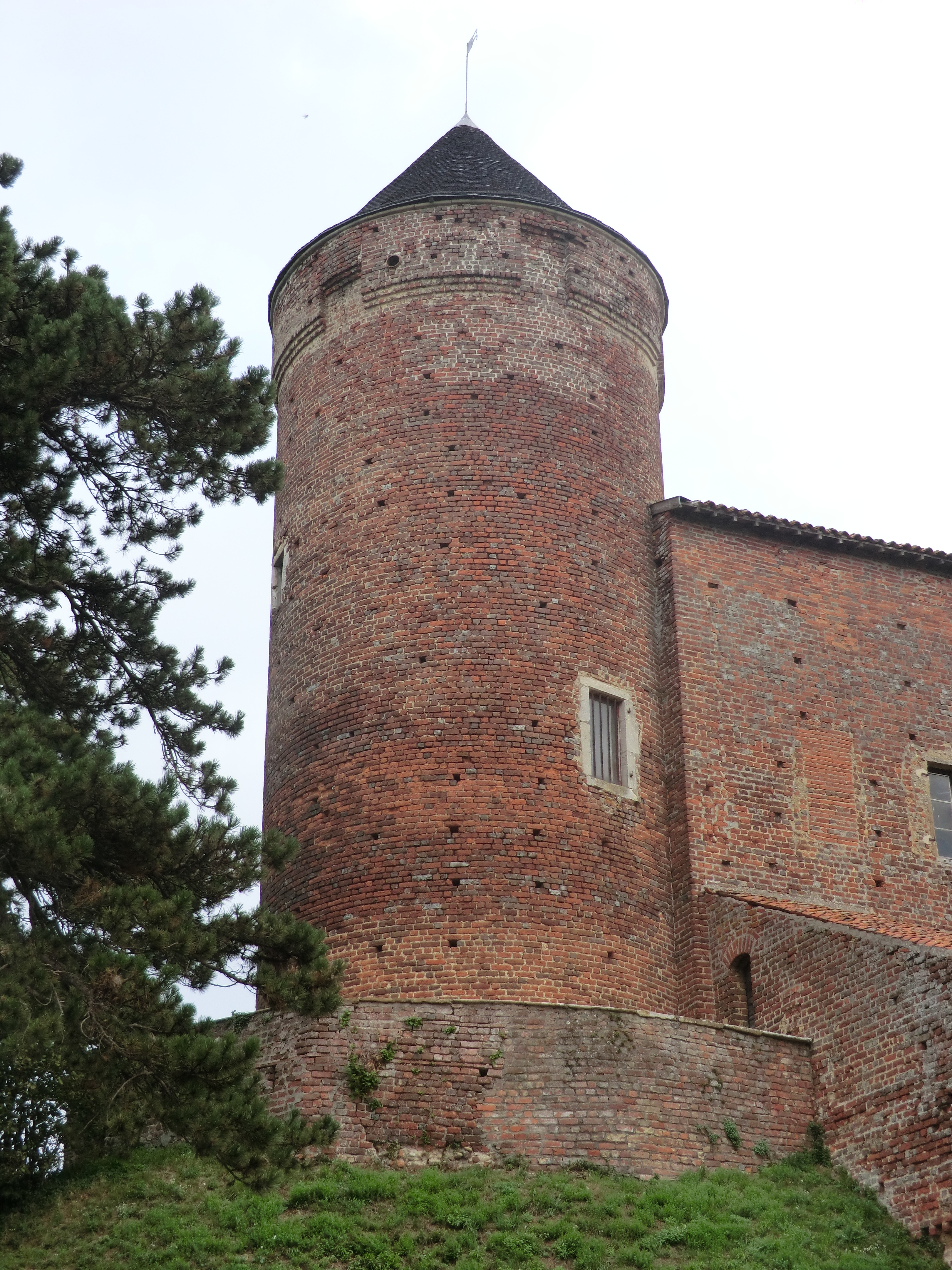
Замок Монтелье
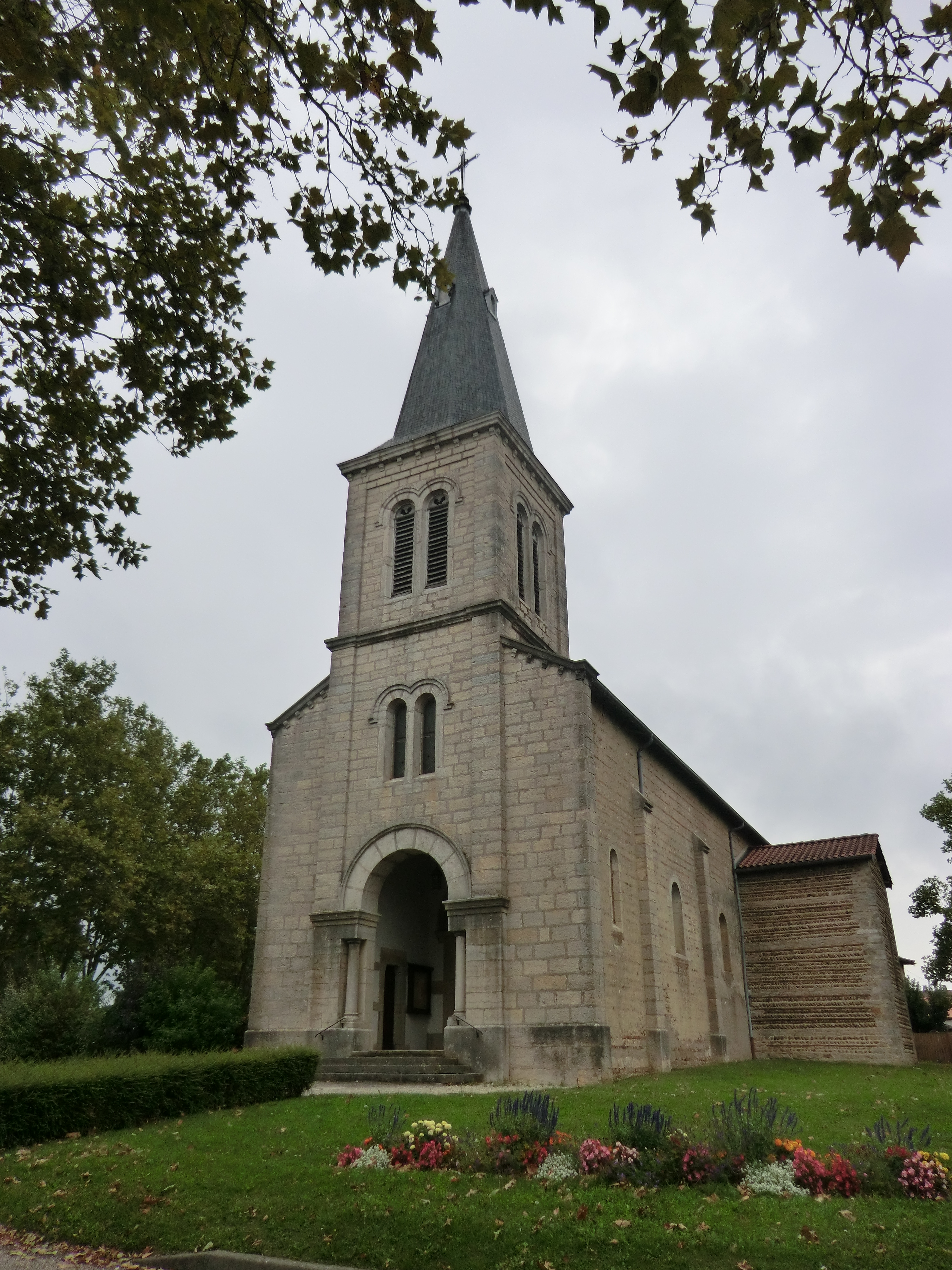
Церковь
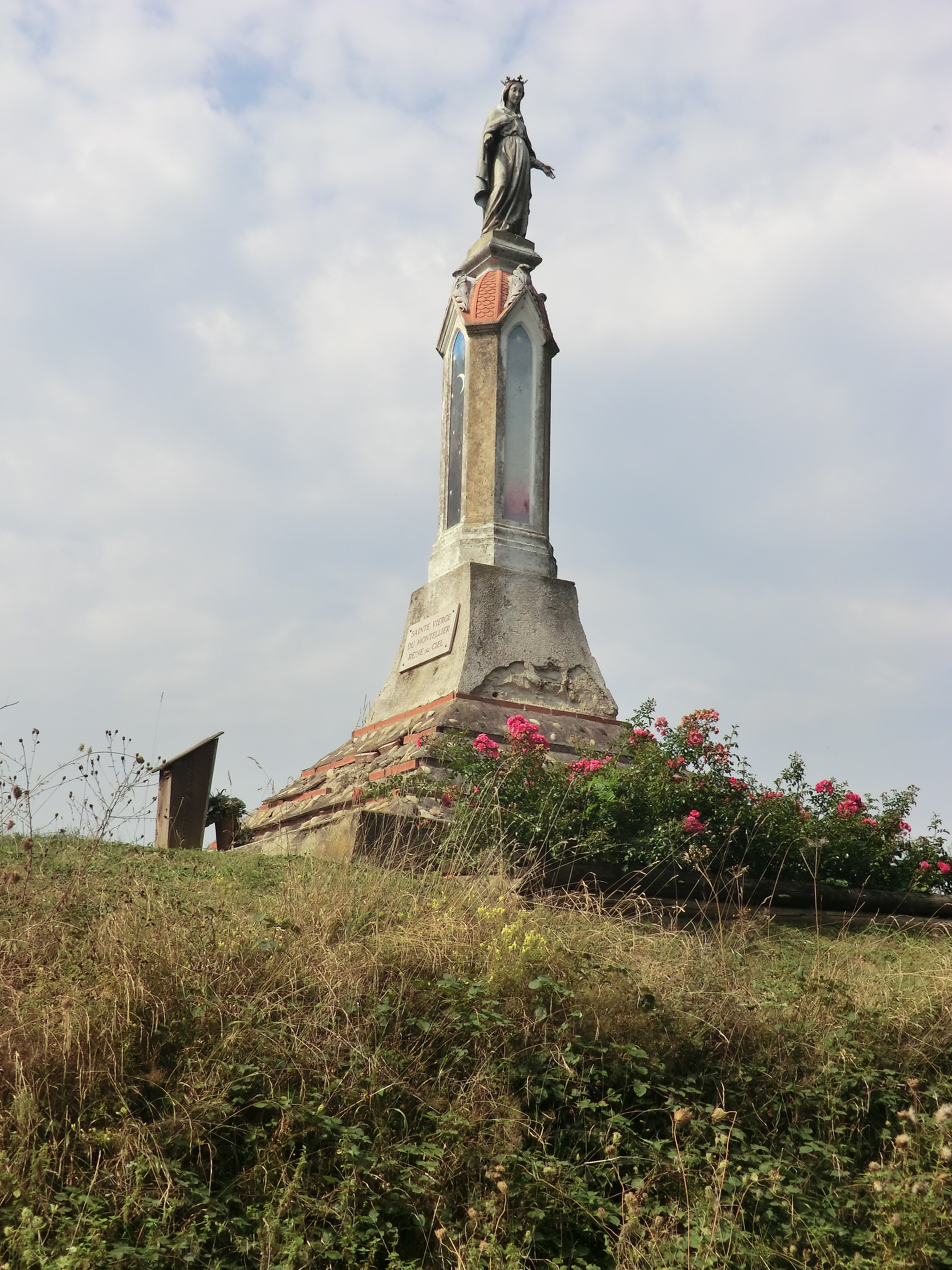
Статуя Девы Марии
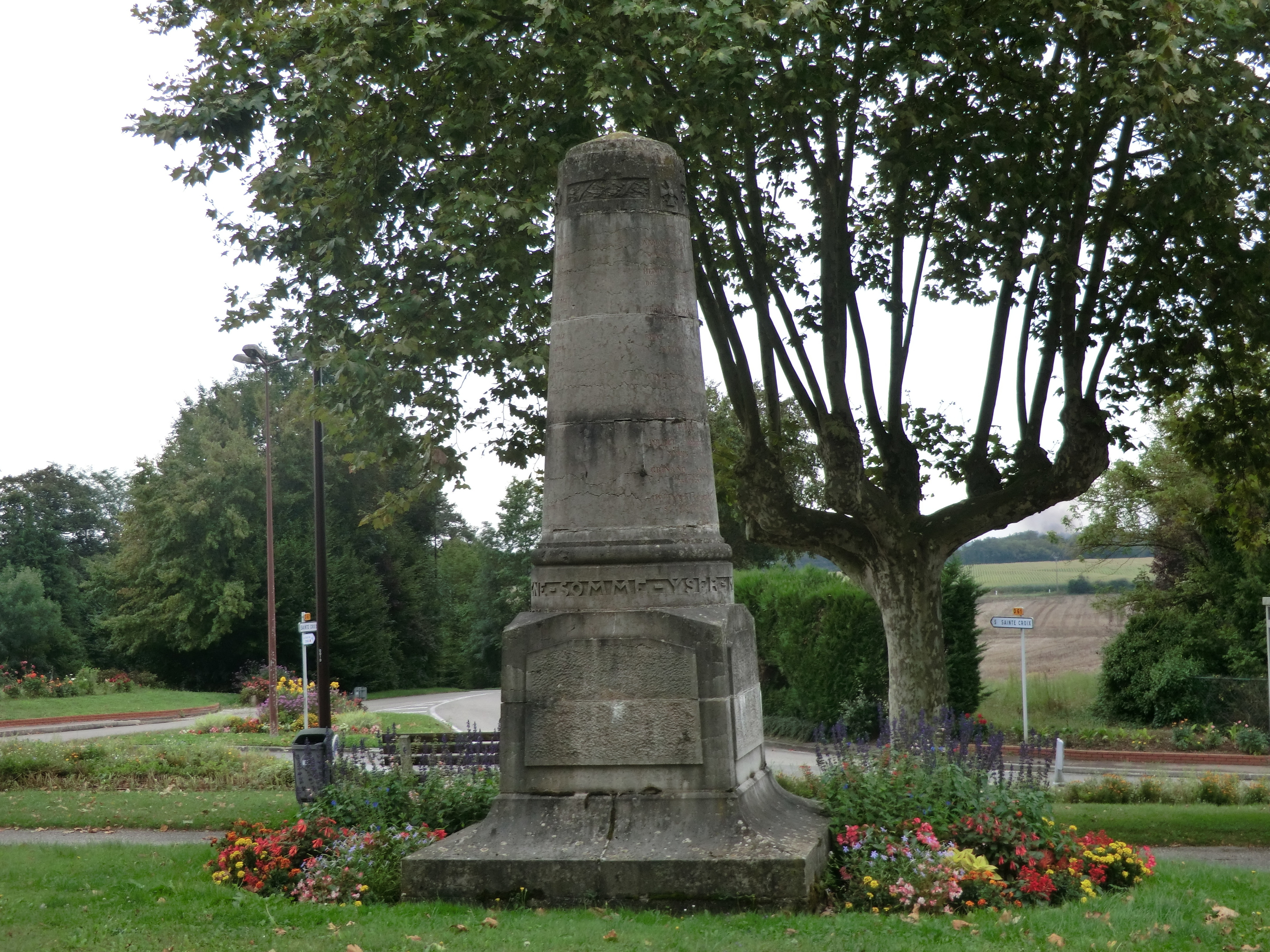
Военный мемориал